# Prise de Barcelone (1651-1652)
Pour l’article homonyme, voir Siège de Barcelone.
Guerre franco-espagnole
Batailles
- Les Avins (05-1635)
- Louvain (06-1635)
- Tornavento (06-1636)
- Îles de Lérins (03-1637)
- Leucate (08/09-1637)
- Yvois (1637)
- Getaria (08-1638)
- Thionville (06-1639)
- Salses (07-1639)
- Les Downs (10-1639)
- Turin (05-1640)
- Yvois (1639)
- Montjuïc (01-1641)
- Aire (1641)
- Honnecourt (05-1642)
- Rocroi (05-1643)
- Carthagène (09-1643)
- Lérida (05-1646)
- Bergues (08-1646)
- Dunkerque (09-1646)
- Lérida (05-1647)
- Lens (08-1648)
- Rethel (1650)
- Barcelone (1651-1652)
- Mouzon (1653)
- Bordils (12-1653)
- Arras (08-1654)
- Puycerda (10-1654)
- Landrecies (06-1655)
- Pavie (1655)
- Valenciennes (07-1656)
- Dunkerque (05-1658)
- Les Dunes (06-1658)
- Bergues (07-1658)

- Ille-sur-Têt (1640)
- Col de Balaguer (1640)
- Cambrils (1640)
- Martorell (1641)
- Montjuïc (1641)

- Tarragone (mai 1641) (ca)
- Constantí (1641)
- Catllar (1641) (ca)
- Tarragone (juillet 1641)
- Tarragone (août 1641)
- Almenar (1641) (ca)
- Montmeló (1642)
- La Granada (1642) (ca)
- Montsó (1642) (ca)
- Collioure (1642)
- Tortose (1642) (ca)
- Barcelone (1642)
- Perpignan (1642)
- Salses (1642)
- Lérida (1642)
- Carthagène (1643)

- Miravet (1643) (ca)
- Montsó (1643) (ca)
- Lérida (1644)
- Tarragone (1644) (d)
- Roses (1645)
- Saint-Laurent de Montgai (1645) (ca)
- Balaguer (1645)
- Lérida (1646)
- Sainte-Cécile (1646)
- Lérida (1647)
- Àger (1647)
- Constantí (1647)
- Tortose (1648)
- Vilafranca (1649)
- Montblanc (1649) (ca)
- Val d'Aran (1649-1650) (ca)
- Flix (1650)
- Tortosa (1650) (ca)
- Montblanc (1651)
- Montgat (1651)
- Barcelone (1651-1652)

- Castellon d'Empuries (1653)
- Gérone (1653)
- Villefranche-de-Conflent (1654)
- Puycerda (1654)
- Cadaqués (1655) (ca)
- Solsona (1655) (ca)
- Berga (1655) (ca)
- Castellfollit (1657) (ca)
- Camprodon (1658)

La prise de Barcelone (13 octobre 1652) voit la victoire des Espagnols sur les troupes franco-catalanes à la suite d'un long siège très meurtrier en raison d'une épidémie de peste. C'est la fin de la domination française sur la Catalogne (1640-1652).